# Raphael Bob-Waksberg
Raphael Bob-Waksberg (San Mateo, 17 de agosto de 1984) es un cómico, guionista y productor estadounidense, conocido por haber creado la serie de animación BoJack Horseman.

## Biografía
Bob-Waksberg nació en San Mateo (California, Estados Unidos) y pasó su infancia en Palo Alto con sus dos hermanas, en el seno de una familia involucrada con la comunidad judía; su madre regentaba una tienda de productos judíos, mientras que su padre ayudaba a inmigrantes rusos judíos que huían de la Unión Soviética.
Desde joven mostró interés por la dramaturgia y comenzó a participar en varias compañías de teatro, en las que conoció a la dibujante Lisa Hanawalt. En 2006 se licenció en un máster de escritura de guion por el Bard College de Nueva York, y allí formó parte de un grupo cómico especializado en sketches de internet, Olde English (2002-2013), en el que coincidió con Jesse Novak y Adam Conover.
A finales de 2010, después de mudarse a Los Ángeles, Bob-Waksberg se inspiró en unos dibujos de animales hechos por Lisa Hanawalt para crear una serie de animación para adultos ambientada en el mundo del espectáculo: BoJack Horseman. Después de conseguir que Michael Eisner le financiase el proyecto y que Will Arnett asumiera el papel protagonista, la primera temporada fue estrenada en 2014 como la primera serie original de dibujos de Netflix. Desde entonces, BoJack Horseman se ha convertido en una de las series de animación más aclamadas por la crítica especializada, llegando a sumar seis temporadas.
A raíz de este éxito, Bob-Waksberg ha podido desarrollar otros proyectos. En 2018 fue supervisor de guion en The Lego Movie 2: The Second Part, estrenada en febrero de 2019, y ese mismo año fue productor de Tuca & Bertie, una serie de animación creada por Lisa Hanawalt.
En 2018 llegó a un acuerdo con Prime Video para crear una nueva serie de animación, Undone, protagonizada por Rosa Salazar y estrenada en septiembre de 2019.